# ボヤン・ボジョヴィッチ
ボヤン・ボジョヴィッチ（Bojan Božović, セルビア語: Бојан Божовић, 1985年2月3日 - ）は、モンテネグロ・チトーグラード（現ポドゴリツァ）出身の元サッカー選手。現役時代のポジションは主にフォワード。

## 経歴
セルビア・モンテネグロの地元ポドゴリツァでデビューして以降、ハンガリー、ベルギーとヨーロッパクラブでの移籍を繰り返す。
2012年、ブダペスト・ホンヴェードFCへレンタル移籍。同年末、Jリーグ・FC東京の練習にテスト参加し 足元の技術と ゴールへの積極性 を発揮したが契約はまとまらなかった。その後は2013年にタイ・プレミアリーグのチャイナートFC、2015年にサウジ・プロフェッショナルリーグのアル・ショアラに所属するなどアジアでもプレー。